# 울산북부경찰서
울산북부경찰서(蔚山北部警察署, Ulsan Bukbu Police Station)는 울산광역시경찰청이 관할하는 경찰서 중 하나이다. 울산광역시 북구 일대를 관할한다. 울산광역시 북구 화동로 67(화봉동)에 위치하고 있다.
서장은 총경으로 보한다.

## 조직
| - 청문감사관 - 112종합상황실 - 경무과 - 생활안전과 | - 여성청소년과 - 수사과 - 형사과 | - 경비교통과 - 정보과 - 보안과 |

## 관할 파출소 및 지구대
울산북부경찰서는 5개 파출소를 산하에 두고 있다.
| 명칭        | 사진 | 주소            | 관할구역       | 치안센터 |
| ----------- | ---- | --------------- | -------------- | -------- |
| 화봉파출소  |      | 북구 화봉로 83  | 효문동, 송정동 |          |
| 농소1파출소 |      | 북구 호계로 194 | 농소1·2동      |          |
| 농소2파출소 |      | 북구 아진로 74  | 농소3동        |          |
| 강동파출소  |      |                 |                |          |
| 양정파출소  |      |                 |                |          |

## 같이 보기
- 울산광역시경찰청